# Sala Capriasca

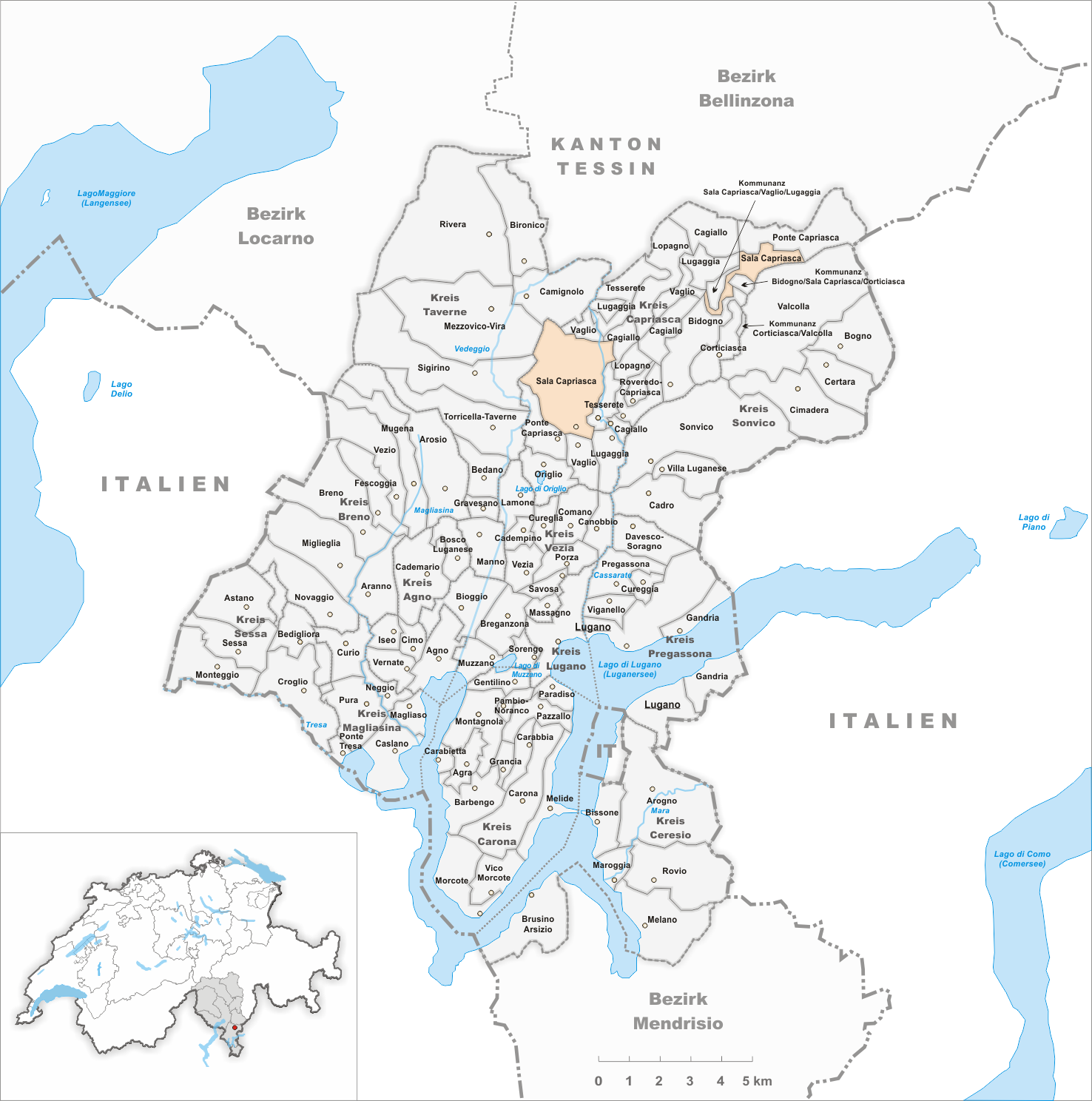
Gemeindestand vor der Fusion am 15. Oktober 2001

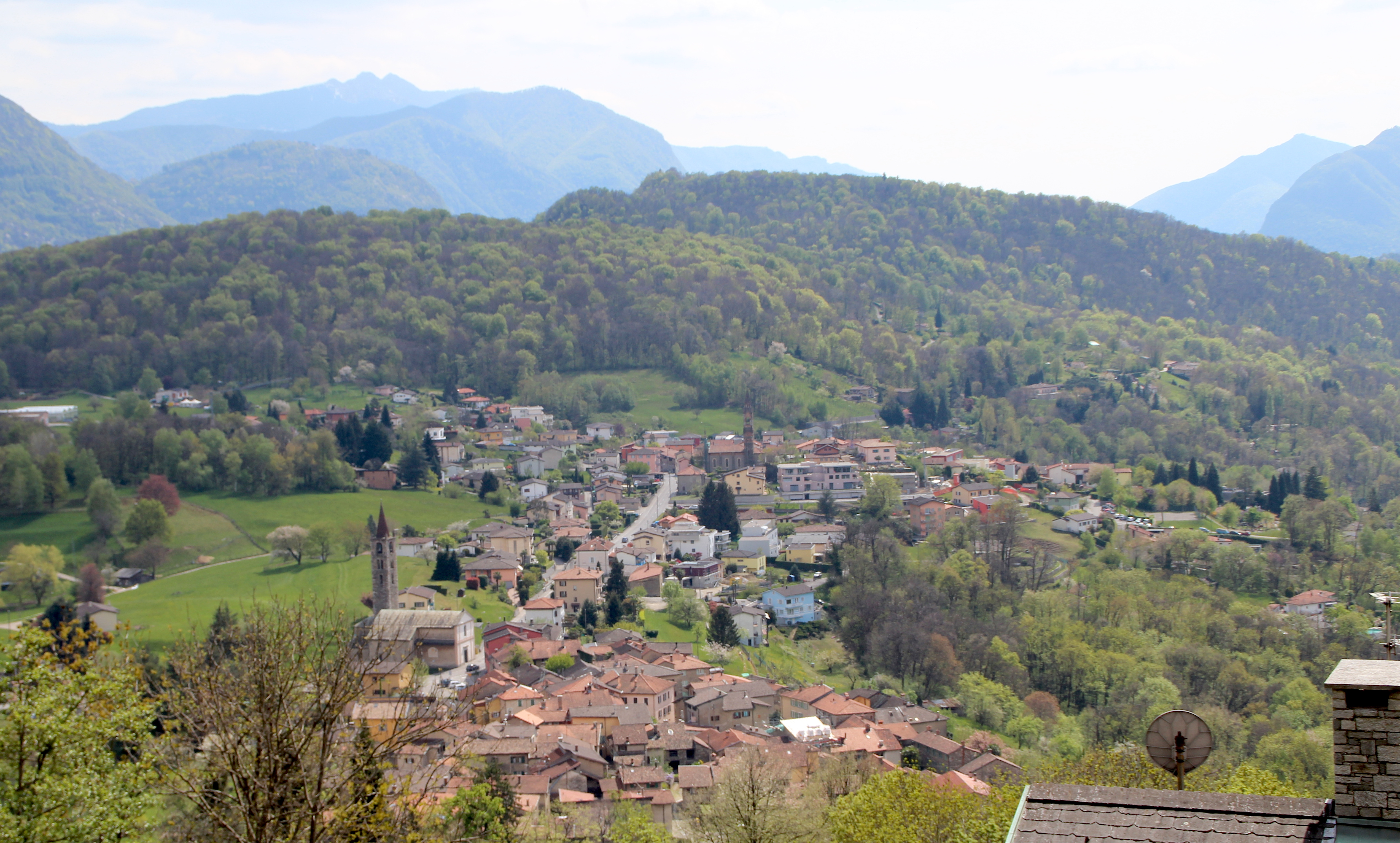
Sala Capriasca und Vaglio

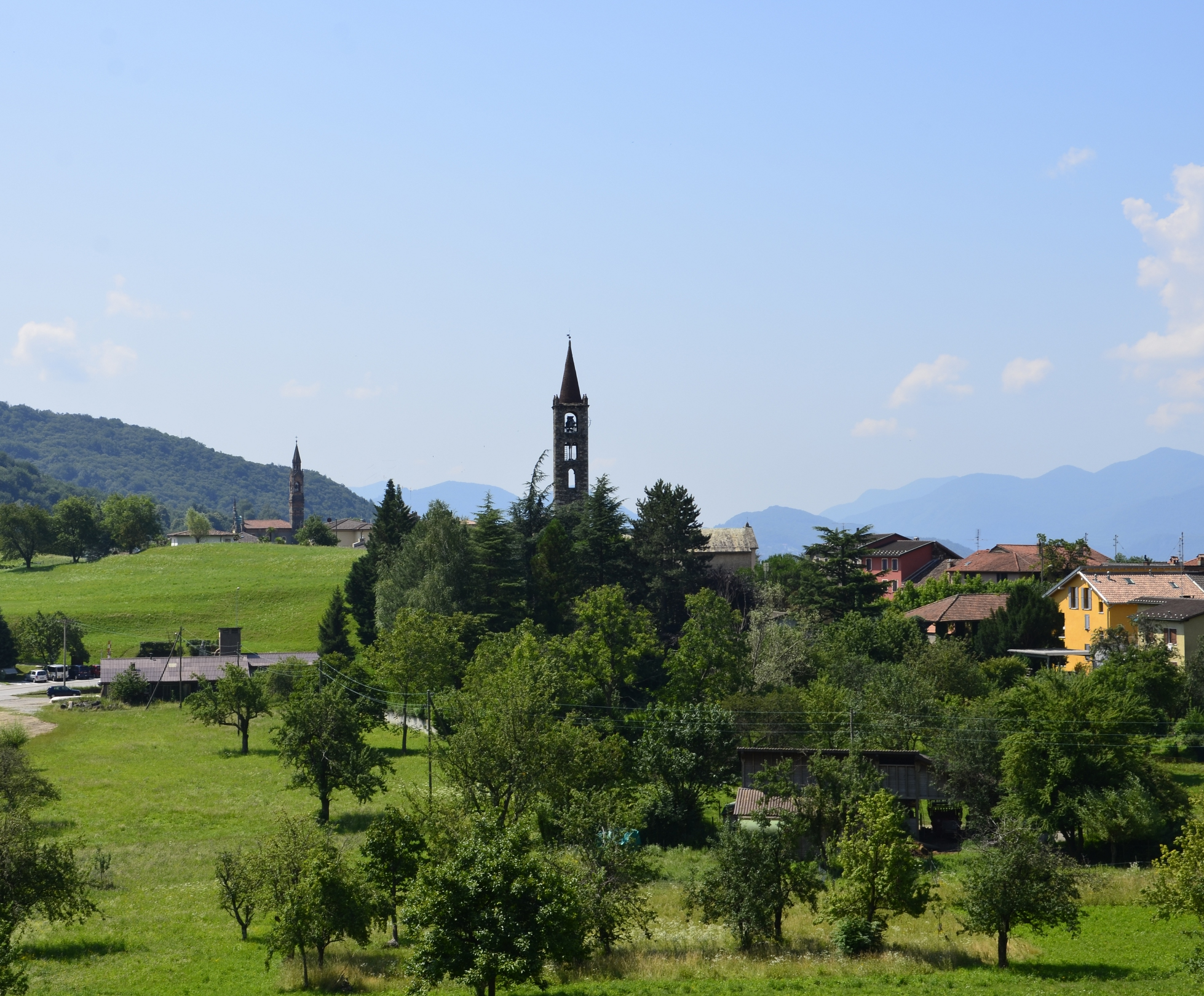
Pfarrkirche Sant’Antonio abate

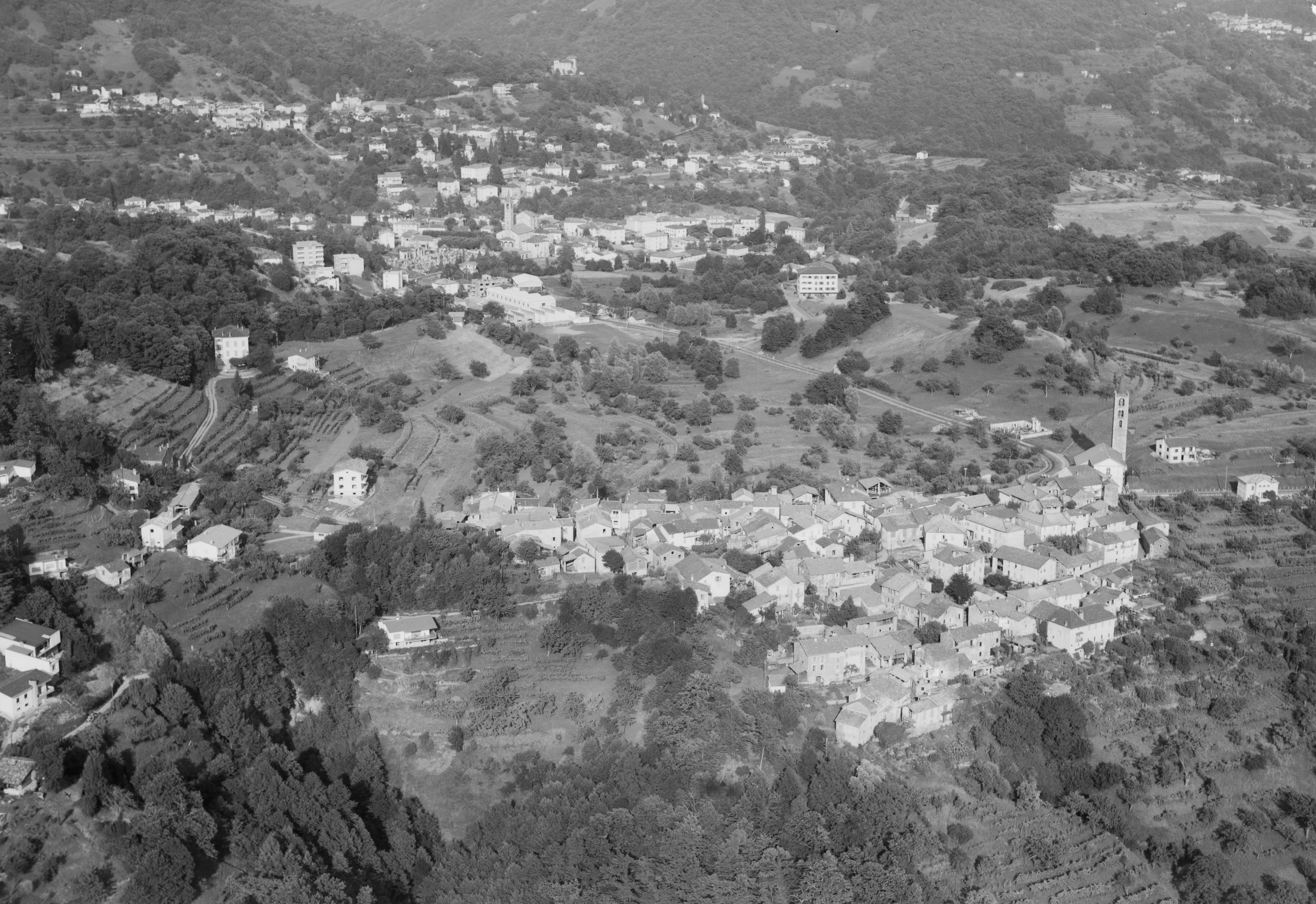
Werner Friedli: Sala Capriasca mit Tesserete im Hintergrund, historisches Flugbild (1950)

Werner Friedli: Kapuzinerkloster Bigorio, historisches Flugbild (1950)

Sala Capriasca ist ein Dorf und eine ehemalige politische Gemeinde im Kreis Capriasca, im Bezirk Lugano des Kantons Tessin in der Schweiz.

## Geographie
Das Dorf liegt auf 550 m ü. M. auf den Höhen zwischen dem Val Capriasca und dem Vedeggiotal; zweieinhalb Kilometer nordöstlich der Station Taverne-Torricella der Linie Bellinzona–Lugano–Chiasso der Schweizerischen Bundesbahnen.

## Geschichte
Eine erste Erwähnung findet das Dorf im Jahre 1078 unter dem damaligen Namen Sale. In der ersten Hälfte des 15. Jahrhunderts musste es dem Herzog von Mailand 51 Soldaten und zahlreiches Kriegsmaterial stellen. In der Ebene von Sala unterzeichnete im Oktober 1413 Kaiser Sigismund ein Abkommen mit dem Herzog Filippo Maria Visconti von Mailand. Im Dezember 1478 nahmen die Schweizer den Ort ein, töteten zwei Einwohner und steckten das Dorf am 9. Dezember in Brand. Damals war es befestigt. 1484 litt es unter der Pest.
Am 15. Oktober 2001 wurde Sala Capriasca mit Tesserete, Campestro und dem Ortsteil Odogno, Cagiallo, Lopagno, Roveredo Capriasca sowie Vaglio zur neuen Gemeinde Capriasca zusammengeschlossen. Sala Capriasca bildet aber nach wie vor eine eigenständige Bürgergemeinde.

## Bevölkerung
Einwohnerzahlen: Volkszählungsdaten

## Sehenswürdigkeiten
Das Dorfbild ist im Inventar der schützenswerten Ortsbilder der Schweiz (ISOS) als schützenswertes Ortsbild der Schweiz von nationaler Bedeutung eingestuft.
- Pfarrkirche Sant’Antonio abate, erstmals im 12. Jahrhundert erwähnt[5]
- Oratorium Santi Bernardino e Valentino[5]
- Kapuzinerkloster Bigorio und Museum del Bigorio[6][5]
- Kirche Santa Maria Assunta[5]
- Klostermuseum[5][7] mit dem Gemälde Madonna mit Kind
- Kreuzwegkapellen (1979) mit Kunstwerken von verschiedenen Künstlern: Max Läubli[8], Carlo Manini, Gianni Paris[9], Roberto Pasotti[10], Alberto Salvioni[11], Pierino Selmoni, Giancarlo Tamagni[12] und Peter Travaglini[5]
- Springbrunnen der heiligen Luzia von Carlo Martino Moncrini, errichtet 1770[5]
- Wohnhaus Bianchi, Architekten: Emilio Bernegger, Edy Quaglia (1995/1996)[5]
- Einfamilienhaus, Architekt: Francesco A. van Kuyk (1972)[5]
- Zweifamilienhaus Matter (1978/1979), Architekt: Martin Wagner (* 1947)[5]
- Wohnhaus Pia, Antonio und Mario Chiattone (Ferienhaus PAM) (1932) im Ortsteil Condra, Architekt: Mario Chiattone[5][13]

### Sonstiges
- Schalenstein im Ortsteil Lelgio an der Grenze von Cagiallo (740 m ü. M.)[14]
- Schalenstein im Ortsteil Bigorio-Parco Villa Cerutti (650 m ü. M.)[15]
- und weitere 24 Schalensteine[5]